# غناء (كتاب)
كتاب الغناء، المعروف أيضًا باسم "كتاب الغناء والموسيقى"، هو كتاب فقهي فارسي من تأليف المرشد الأعلى لإيران، السيد علي خامنئي. هذا الكتاب الديني والمعروف أيضًا باسم "درسنامه الغناء والموسيقى" (أي كتاب مدرسي الغناء والموسيقى)، يتضمن نص 76 جلسة من جلسات فقه المكاسب المحرمة للسيد علي خامنئي فيما يتعلق بموضوع الغناء والموسيقى.

## معنى (الغناء) في الكتاب
الغناء هو صوت الإنسان الذي يصدر على شكل موجات بهدف إحداث تأثير النشوة الذي يناسب تجمعات اللهو والمرح؛ وبالتالي يُستخدم للرقص أو المجون. ويُحرم شرعًا الاشتغال بهذا النوع بالتحديد من الغناء، فضلًا عن الاستماع إليه.

## النشر
أصدر معهد البحوث الثقافية "الثورة الإسلامية" التابع لمكتب حفظ ونشر آثار السيد علي خامنئي، كتاب "الغناء" الذي يتضمن 76 جلسة (منذ عامي 2008-2009). الهدف من هذا المنشور هو التعرف على وجهة نظر السيد علي الخامنئي ومنهجه الفقهي في الموضوع المذكور - الغناء. ومن جهة أخرى، فقد نشرت مؤسسة (الانقلاب الإسلامي) مقالة باللغة العربية للخامنئي في هذا المجال في مجلة "فقه أهل البيت".

## طالع أيضًا
- لمحة عن الفكر الإسلامي في القرآن الكريم: كتاب يُناقش الفكر الإسلامي مُستدلًّا بالقرآن
- روح التوحيد، نافع أبوديات غير خودا[الإنجليزية]
- إنسان بعمر 250 عامًا
- فلسطين (كتاب 2011): كتاب السيد علي خامنئي يُناقش فيه رؤيته: (لئن أضعتم فلسطينًا فعيشكم طول الحياة مضاضات وآلام) في أن سقوط فلسطين سيكون بداية سقوط الأمة الإسلامية
- أربعة كتب رئيسة في التقييم السيرة الذاتية[الإنجليزية]
- فهرس علي خامنئي[الإنجليزية]